# Епархия Эри

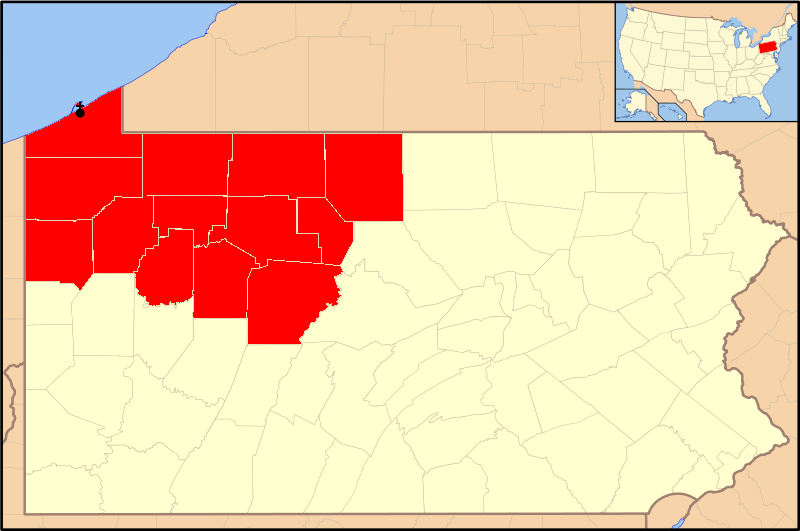
Расположение епархии Эри

Герб епархии Эри

Епархия Эри (лат. Dioecesis Eriensis) — епархия Римско-Католической церкви с центром в городе Эри, США. Епархия Эри входит в митрополию Филадельфии. Кафедральным собором епархии Эри является Собор Святого Петра.

## История
29 июля 1853 года Святой Престол учредил епархию Эри, выделив её из епархии Питтсбурга.

## Ординарии епархии
- епископ Майкл О’Коннор[англ.], S.J. (29.04.1853 — 20.02.1854) — назначен епископом Питтсбурга
- епископ Джошуа Мария Янг[англ.] (29.07.1853 — 18.09.1866)
- епископ Тобиас Маллен[англ.] (03.03.1868 — 10.08.1899)
- епископ Джон Эдмунд Фицморис[англ.] (15.09.1899 — 18.06.1920)
- епископ Джон Марк Гэннон[англ.] (26.08.1920 — 09.12.1966) — архиепископ ad personam с 1953
- епископ Джон Фрэнсис Уилон[англ.] (09.12.1966 — 28.12.1968) — назначен архиепископом Хартфорда
- епископ Альфред Майкл Уотсон[англ.] (17.03.1969 — 16.07.1982)
- епископ Майкл Джозеф Мёрфи[англ.] (16.07.1982 — 02.06.1990)
- епископ Дональд Уолтер Траутман[англ.] (02.06.1990 — 31.08.2012)
- епископ Лоуренс Томас Персико[англ.] (c 31.08.2012)

## Источник
- Annuario Pontificio, Libreria Editrice Vaticana, Città del Vaticano, 2003, ISBN 88-209-7422-3